# Hèlice transsònica

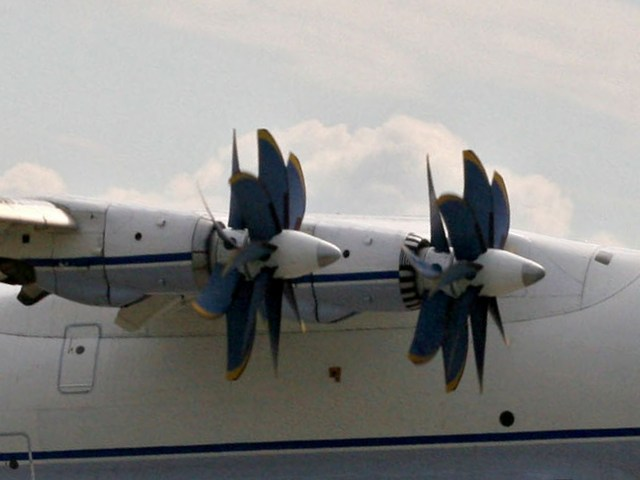
Hèlices transsòniques Progress D27 del Antónov An-70.

Una hèlice transsònica és una modificació d'un motor d'aviació turboventilador amb el ventilador col·locat fora de la naveta del motor, en el mateix eix que els àleps del compressor. Les hèlices transsòniques són conegudes com a motors UHB, sigles en anglès d'ultra-high by-pass ('molt alt índex de derivació'). El disseny està concebut per oferir les prestacions i velocitat d'un turboventilador amb l'economia de funcionament d'una turbohèlice.
Cap avió comercial ha arribat a muntar aquests propulsors, excepte de manera experimental, a causa de l'elevat nivell de soroll que produeixen, fent impossible complir les cada dia més estrictes normatives aeronàutiques sobre sonoritat. Hi ha, però, un model d'aeronau en servei amb aquests motors, l'Antónov An-70 amb hèlices transsòniques Progress D-27, per a ús militar.

## Motors POPF
- General Electric GE-36
- Progress D-27
- Termoreactor